# HK Kranjska Gora
Der HK Kranjska Gora (auch HK HIT Casino Kranjska Gora) war ein slowenischer Eishockeyclub aus Kranjska Gora, der bis 2006 in der Slowenischen Eishockeyliga spielte und danach aufgelöst wurde.

## Geschichte
Der Verein wurde im Jahr 1961 gegründet und qualifizierte sich schon ein Jahr später für die Teilnahme an der jugoslawischen Eishockeyliga. Dieser höchsten Spielklasse des Landes gehörte der Verein mit zwei kurzen Unterbrechungen bis 1988 an, ehe finanzielle Probleme eine weitere Teilnahme verhinderten. Aufgrund dieser Situation ging der Verein eine Partnerschaft mit dem benachbarten HK Jesenice ein, für den man als Farmteam die Nachwuchsarbeit betrieb.
Ab der Saison 1996/97 stellte der Verein wieder eine erste Mannschaft, die am Spielbetrieb der Slowenischen Eishockeyliga teilnahm. 2003 konnte der Verein mit den HIT Casinos, die in Kranjska Gora ansässig sind, einen neuen Hauptsponsor gewinnen, so dass der Verein in HK HIT Casino Kranjska Gora umbenannt wurde. Während der Saison 1998/99 hatte der HK Jesenice finanzielle Probleme, was dessen Management bewog, einen eigenen Verein für die Nachwuchsarbeit zu gründen, den heutigen HD mladi Jesenice.
Nach der Saison 2005/06 stellte der HK HIT Casino Kranjska Gora den Spielbetrieb endgültig ein und wurde aufgelöst.

## Erfolge
- Jugoslawischer Vizemeister 1967

## Spielstätte
Die Heimstätte des Clubs war die Dvorana Podmežakla in Jesenice, die 4000 Zuschauern Platz bietet.

## Bekannte ehemalige Spieler
- Rudi Hiti
- Tom Jug
- Anže Kopitar
- Murajica Pajič
- Rok Pajič
- Andrej Razinger
- David Rodman
- Marko Smolej
- Zvone Šuvak
- Toni Tišlar